# Amapá (ville)
Pour les articles homonymes, voir Amapá (homonymie).
Amapá est une municipalité de l'Est de l'État de l'Amapá. Sa population est de 8 483 habitants (IBGE 2013) et sa superficie de 9 169 km2. Sa densité de population est donc de 0,81 hab/km2.

## Géographie
Elle fait limite avec Calçoene au nord et à l'ouest, Macapá et Cutias au sud, Tartarugalzinho et Pracuúba au sud-ouest ; elle en outre bordée par l'Océan Atlantique au nord et à l'est.